# Pier Ferdinando Casini
Pour les articles homonymes, voir Casini.
Pier Ferdinando Casini (né le 3 décembre 1955 à Bologne) est un homme politique italien d'obédience centriste, membre du Parlement de la République italienne depuis 1983.
Il est secrétaire du Centre chrétien-démocrate (CCD) à partir de 1994 puis est président de la Chambre des députés de 2001 à 2006.
Depuis 2012, il préside l'Internationale démocrate centriste. Il est aussi président de la commission des affaires étrangères du Sénat de 2013 à 2017.

## Biographie
Pier Ferdinando Casini est titulaire d'une maîtrise en droit.
Il est élu avec le scrutin majoritaire dans la XVe circonscription (Latium 1), dans le collège électoral no 32 de Pomezia (liste reliée Abolizione Scorporo). Élection proclamée le 23 mai 2001 et validée le 29 mai 2002 de la XIVe législature.
Il a déjà été député dans les législatures IX (1983, Démocratie chrétienne (DC)), X, XI, XII et XIII.
Il a été président des Jeunes Démocrates chrétiens et membre de la direction nationale de la DC à partir de 1987, chargé du département Études, propagande et édition de la DC.
En janvier 1993, lors de la dissolution de la Démocratie chrétienne, il fonde un nouveau mouvement pour représenter les démocrates chrétiens de centre droit, le Centro Cristiano Democratico (CCD), dont il a été secrétaire puis président.
Il a été élu pour la première fois en 1994 au Parlement européen (réélu en 1999), en s'inscrivant au groupe du Parti populaire européen. En octobre 2000, il est élu vice-président de l'Internationale des démocrates chrétiens (IDC).
En tant que président de la Chambre, il est actuellement inscrit au groupe mixte et n'appartient à aucune composante depuis le 4 juin 2001, même s'il fait partie des dirigeants actuels de l'Union des démocrates chrétiens qui utilise son nom (CASINI) dans son symbole électoral
Le 31 mai 2001, après les élections générales de 2001, Pier Ferdinando Casini est élu président de la Chambre des députés. Il conserve ce poste jusqu'aux élections de 2006, à la suite desquelles, Fausto Bertinotti lui succède, le 29 avril 2006.
Il est membre de l’Union des démocrates chrétiens.
Le 19 octobre 2005, il est élu président de l'Union interparlementaire lors de la 113e assemblée à Genève pour un mandat de trois ans qui a expiré en octobre 2008.
À l'occasion des élections parlementaires de 2008, Casini rompt avec la Maison des libertés de Silvio Berlusconi, et, après de nombreuses années de cohabitation difficile, décide, faisant preuve de fermeté et de cohérence, de se présenter de son côté, comme candidat au poste de président du Conseil, soutenu par une formation centriste, l'Union de centre, née de l'alliance entre l'Union des démocrates chrétiens et du centre (UDC) et Rose blanche. Sa formation obtient 2 050 319 voix (5,62 %) et 36 députés à la Chambre, ainsi que trois sénateurs tous élus en Sicile.
Passé dans l'opposition à Silvio Berlusconi, Casini dénonce les scandales sexuels et financiers entourant Il Cavaliere, bien que celui-ci fut son allié quelques années encore plus tôt. S'alliant avec le président de la Chambre des députés, Gianfranco Fini, il déclare espérer faire du Centre italien une nouvelle force politique, dite de « troisième pôle », alternative à la gauche comme à la droite.
Allié au président du Conseil Mario Monti comme au président de la Chambre Gianfranco Fini, sous l'étique de la coalition « Avec Monti pour l'Italie » à l'occasion des élections parlementaires de 2013, il parvient à se faire élire sénateur, et ce bien que la coalition centriste qu'il codirigeait ait subi un camouflet électoral à la Chambre comme au Sénat, n'étant pas parvenu à franchir la barre des 10 % des suffrages exprimés.
Le 7 mai 2013, il est élu à la présidence de la commission Affaire étrangères du Sénat. Le 17 octobre 2013, il provoque le départ de Mario Monti de Choix civique. Le 11 février 2017, il parraine la formation des Centristes pour l'Europe.